# 세히냐

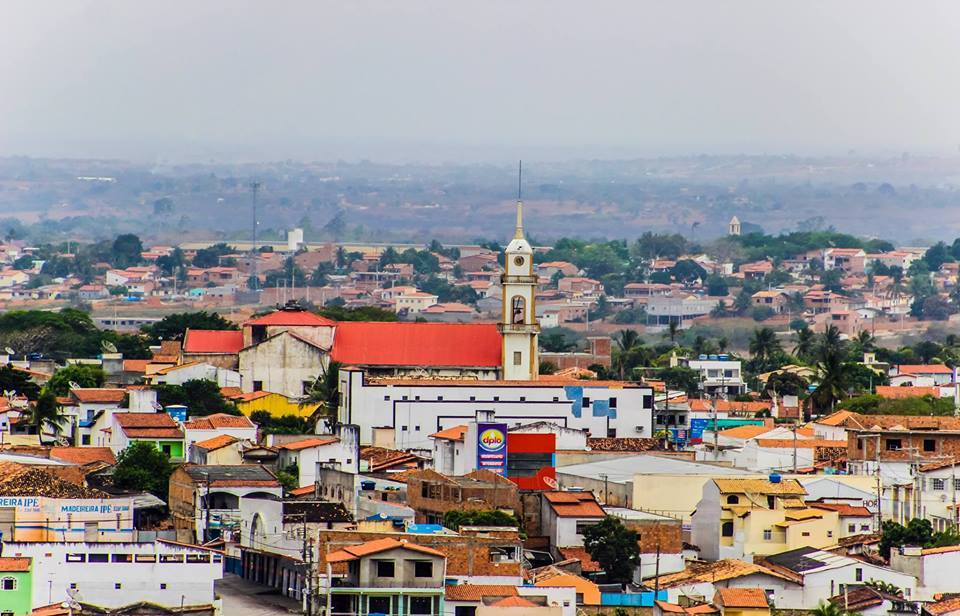

세리냐(포르투갈어: Serrinha)는 브라질 바이아주의 도시로 면적은 568.405km2, 높이는 379m, 인구는 71,383명(2007년 기준), 인구 밀도는 132.8명/km2이다.